# Martin's (New York)
Martin's was een speciaalzaak in kleding in de agglomeratie New York, met zijn vlaggenschiplocatie aan de Fulton Street in Brooklyn. Halverwege de jaren 1970 telde het bedrijf zes winkels, voordat het in 1977 werd verkocht aan de exploitant van Times Square Stores.

## Geschiedenis

### Brooklyn
De geschiedenis van Martin's gaat minstens terug tot 1903.  Hyman Zeitz (ca. 1860-1930), die in 1882 naar de Verenigde Staten emigreerde, opende een afdeling voor jassen en pakken in een bestaande overhemdenwinkel genaamd Martin's op de hoek van Fulton Street en Bridge Street in Brooklyn, New York. Uiteindelijk kocht hij de eigenaar uit. De zaak breidde zich geleidelijk uit en verhuisde in 1924 naar het naastgelegen zeven verdiepingen tellende Offerman-gebouw. In 1930 stierven Hyman Zeitz, waarna zijn zoon Fred. J. Zeitz de leiding overnam (een functie die hij meer dan 35 jaar bekleedde).
In 1947 werd een gemoderniseerde ingang van het Offerman Building voltooid, ontworpen door architect Morris Lapidus, waarbij de "prullenbakken van het Victoriaanse tijdperk" werden vervangen door moderne "eenvoud". 

### Expansie naar de voorsteden
In de jaren 1950 begon Martin's uit te breiden en extra locaties te openen in de voorsteden van New York. De eerste was een tuinstad locatie in Nassau County, op de hoek Franklin en Ninth Street, die in april 1952 werd geopend. In Babylon in Suffolk County werd een winkel geopend in augustus 1956, in het Great South Bay Shopping Center, gevolgd door een winkel in Huntington (in het Big H Shopping Center) in augustus 1962. Op 7.000 m²) en met een zaal met 500 zitplaatsen voor maatschappelijke bijeenkomsten, was de Huntington locatie het grootste filiaal op het moment, hoewel nog steeds veel kleiner dan de vlaggenschipwinkel  van 20.900 m² in Brooklyn.

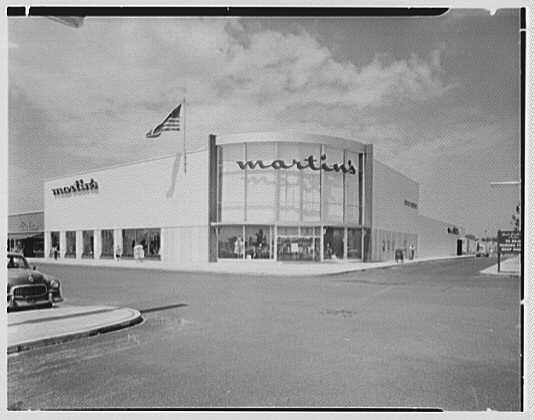
Exterieur van de winkel van Martin's in Babylon (augustus 1956)

In 1966 nam de kleinzoon van Hyman Zeitz, Wilbur Levin, het roer over als CEO van de keten, hoewel Fred en zijn broer Harry actief bleven in hogere functies. In een artikel dat de The New York Times dat jaar schreef over de winkel, werd Martin's omschreven als een "oase van rust, zelfs understatement" in de "drukte" van Fulton Street. Het ligt vrijwel recht tegenover Abraham & Straus en de discountwinkels JW Mays en E.J. Korvette, die ook in de buurt liggen. Er werd gemeld dat het bedrijf een jaarlijkse omzet van $ 25 miljoen had, waarvan $ 15 miljoen afkomstig was van de locatie aan de Fulton Street. In 1968 beschreef de Times de winkel lovend: "(Fulton) Street's meest prestigieuze winkel, die niet alleen meer omzet uit bruidskleding had dan welke andere winkel in de Verenigde Staten dan ook, maar vandaag de dag ook een van de grootste familiebedrijven in het land is," en "die door velen wordt beschouwd als een Fifth Avenue-winkel vanwege de nadruk op betere prijzen en hoge kwaliteit." 
In augustus 1969 opende Martin's zijn vijfde winkel in de Smith Haven Mall in de meer oostelijke buitenwijken van Suffolk County, de eerste winkel in een winkelcentrum.

### Verval en verkoop
In 1972 verliet CEO Wilbur Levin Martin's om in de banksector aan de slag te gaan. Een andere kleinzoon van Zeitz, Robert Rosenthal, nam de leiding over. Levin meldde destijds dat de winkels ‘goed draaiden’ en dat hij zijn carrièreswitch kon maken ‘zonder dat Martin’s daar gevolgen van zou ondervinden.’ 
Hoewel er begin 1977 een zesde vestiging werd geopend in de nieuwe Riverside Square Mall in Hackensack, New Jersey, waren de winsten van het nog steeds in familiebezit zijnde bedrijf in de jaren 1970 gestaag gedaald. In oktober 1977 werd Martin's, met een gerapporteerde jaarlijkse omzet van $ 30 miljoen, voor een onbekend bedrag verkocht aan de Seedman Merchandising Group, exploitant van de Times Square Stores. Rosenthal werd aangekondigd als CEO, maar vertrok het jaar daarop. 
In 1979 werd de winkel aan de Fulton Street gesloten omdat de locatie op lange termijn niet rendabel was. Met een zijdelingse verwijzing naar de verandering in het winkelgebied werd gemeld dat "de Martin's-winkel in Brooklyn, die jarenlang de welgestelden van de wijk had bediend, 'niet langer zijn aansluiting had met het omliggende winkelgebied.'" Na die cruciale gebeurtenis sloten de overgebleven Martin's-winkels binnen een paar jaar hun deuren of veranderden van naam. 
Het Offerman Building in Brooklyn werd in 2005 aangewezen als een monument van de stad New York.